# Andrzej Munk
Andrzej Munk (sinh ngày 16 tháng 10 năm 1921 - mất ngày 20 tháng 9 năm 1961) là một đạo diễn điện ảnh và nhà biên kịch người Ba Lan. Ông là một trong những nghệ sĩ có tầm ảnh hưởng nhất thời kỳ hậu Stalin tại Cộng hòa Nhân dân Ba Lan. Các phim điện ảnh Man on the Tracks (Człowiek na torze, 1956), Eroica (Heroism, 1958), Bad Luck (Zezowate szczęście, 1960) và Passenger (Pasażerka, 1963) được xem là những tác phẩm kinh điển của Trường phái Điện ảnh Ba Lan phát triển vào giữa thập niên 1950.

## Tiểu sử
Andrzej Munk sinh tại Kraków trong một gia đình người Do Thái. Năm 1944, ông tham gia Cuộc nổi dậy Warsaw. Sau đó, Andrzej Munk tìm cách rời khỏi thủ đô và trở về Kraków. Một thời gian sau ông chuyển đến Kasprowy Wierch và làm công việc gác cổng tại một nhà ga cáp treo.
Năm 1951, Andrzej Munk tốt nghiệp Trường Điện ảnh và Sân khấu ở Łódź.
Tác phẩm Man on the Tracks (Człowiek na torze) được công chiếu năm 1956 của Andrzej Munk là một trong những bộ phim nổi bật nhất của Ba Lan trong những năm 1950. Năm 1957, ông tham gia giảng dạy tại trường cũ và cũng hoàn thành tác phẩm Eroica (Heroism) khắc họa chủ nghĩa anh hùng và những phẩm chất tốt đẹp của người dân Ba Lan. Tiếp đó, năm 1960, Andrzej Munk hoàn thành bộ phim thứ ba mang tên Bad Luck (Zezowate szczęście) kể câu chuyện bi thảm về một người Ba Lan luôn thấy mình ở sai nơi và sai thời điểm.
Khi đang trên đường trở về nhà từ trại tập trung Auschwitz, Andrzej Munk không may qua đời trong một vụ va chạm xe hơi ở Kompina lân cận Łowicz vào ngày 20 tháng 9 năm 1961.